# Ochradenus
Ochradenus là một chi thực vật thuộc họ Resedaceae. Chi này có các loài sau (tuy nhiên danh sách này có thể chưa đủ):
- Ochradenus socotranus, A.G.Mill.

Một nghiên cứu sinh học nguyên tử gần đây cho rằng Ochradenus phát sinh từ trong cùng cấp với Reseda. Do vậy trong tương lai có thể chi này sẽ bị bãi bỏ, và các loài của nó sẽ được chuyển sang chi Reseda.